# Bobenheim am Berg
Bobenheim am Berg település Németországban, Rajna-vidék-Pfalz tartományban. Lakosainak száma 811 fő (2023. december 31.).

## Népesség
A település népességének változása:
| Lakosok száma | 553  | 862  | 845  | 850  | 830  | 834  | 811  |
|               | 1975 | 2014 | 2017 | 2019 | 2021 | 2022 | 2023 |